# Famille Granier
La famille Granier ou Garnier est une dynastie féodale illustrée lors des croisades et au service du royaume de Jérusalem.
Elle remonte sa filiation suivie a Eustache Granier (ca 1071-1123), chevalier croisé, donné par les sources contemporaines comme un chevalier flamand originaire de l'évêché de Thérouanne, qui devint seigneur de Césarée et de Sidon puis connétable et vice roi de Jérusalem.
Elle s'est éteinte au XIIIe siècle en Arménie avec Jean Granier, mort en 1289, fils de Julien Granier seigneur de Sidon et d'Euphémie d'Arménie.

## Personnalités
Eustache Granier (1071-1023) prit part à la première croisade et devint seigneur de Césarée et de Sidon, connétable et vice roi de Jérusalem.
Son petit-fils, Renaud Granier (1130 - 1202), seigneur de Sidon fut un acteur majeur de la troisième croisade.
Son petit-fils, Balian Granier (1195-1239) fut un soutien de Frédéric II de Hohenstaufen lors de la cinquième croisade.
Son petit-fils, Eustache III Granier quitte la Terre Sainte et s'installe en Auvergne.
Après l'extinction de cette famille, la famille d'Agrain des Ubas prétendra être issue de celle-ci et reprendra son nom et ses armes,.

## Histoire
Joseph Ringel dans Césarée de Palestine: étude historique et archéologique (1975) indique que « vers 1108, le chevalier flamand Eustache Granier reçut en fief Césarée ».
Jean Richard dans The Latin Kingdom of Jerusalem (1979) écrit qu'Eustache Garnier était du Boulonnais et l'un des plus fidèles compagnons de Baudouin de Boulogne.
Steven Tibble dans Monarchy and Lordships in the Latin Kingdom of Jerusalem, 1099-1291 (1989) écrit qu'Eustache Grenier est un chevalier flamand qui arriva au Proche-Orient entre 1099 et août 1105.
L'historien Alan V. Murray dans The Crusader Kingdom of Jerusalem: A Dynastic History 1099-1125 (2000) écrit au sujet d'Eustache Grenier :
« Cependant, ses origines peuvent être établies avec un degré élevé de certitude. Le « Versus de viris illustribus diocesis Tarvanensis qui in sacra fuere expeditione » l’identifie comme un Flamand du diocèse de Thérouanne : « Par belramensis, fit princeps Caesariensis / Eustachius notus miles, cognomine Gernirs ». La forme « Gernirs » est aussi utilisée par Guillaume de Tyr et semble être un vernaculaire équivalent de la forme latine du nom d’Eustache, ce qui semble indiquer un officier responsable d’un « granarium » (grenier); bien que cela semble être devenu un nom de famille héréditaire porté par ses descendants, cela ne révèle rien sur Eustache lui-même. La phrase « par belramensis » peut être expliquée de la manière la plus satisfaisante par le nom "par" dans le sens de "pair", un office militaire avec un fief attaché, connu dans le comté de Flandre depuis le milieu du XIe siècle, plus un adjectif dérivant d'un toponyme; puisque celui-ci doit nécessairement être recherché dans le diocèse de Thérouanne, il doit se référer au château de Beaurain (F, Pas-de-Calais, arr. Montreuil-sur-Mer) sur la Canche, qui est mentionné en 723 comme "Belrinio super Qanchia sitas in pago Tarvaninse" et aux XIe et XIIe siècles comme "Belrem et castellum de Belrain". Comme Beaurain-Château faisait partie du comté de Saint-Pol, tenu du comte de Boulogne, il est probable qu'Eustache était à l'origine en croisade avec le comte Hugues de Saint-Pol et son fils Engelrand.»
Susan B. Edgington dans Albert of Aachen (2007) partage cette analyse et écrit qu'Eustache venait probablement de Beaurain-Château dans le comté de Saint-Pol.
Eustache Grenier est donné sous les noms « Granarius [Garnier] » et indiqué « flamand de Thérouanne » par le site Medieval Lands de la Foundation for Medieval Genealogy.
Dans un article du Dictionnaire universel, historique, critique, et bibliographique de 1810, Eustache Granier est nommé « Eustache Dagrain ou d'Agrain » et est présenté comme un membre de la famille d'Agrain en Vivarais. Cette hypothèse de rattachement, apparue en 1810 à l'initiative de l'historien Jean-Louis Giraud-Soulavie, a été ensuite contestée ou mise en doute :
- Albin Mazon écrit en 1893 : « Charles d'Agrain était fort entiché de l'ancienneté de sa famille sans oser cependant la faire remonter au-delà du XIVe siècle, puisque ses titres de famille s'arrêtaient à cette époque. Soulavie qui avait lu les historiens des croisades peut être de bonne foi sous l'influence d'une quasi similitude de nom eut l'idée de la rattacher à un personnage marquant de cette lointaine époque Eustache Granarius ou Grener, prince de Sidon et de Césarée et régent du royaume de Jérusalem pendant la captivité de Baudoin en 1123. L'identification des deux familles fut opérée au moyen d'une notice biographique qui figure au mot Dagrain dans la Biographie universelle publiée par Prudhomme en 1810 et toutes les Biographies générales l'ont répétée depuis. Bien plus, elle a été en quelque sorte officiellement consacrée par l'inscription à la salle des Croisades du Musée de Versailles d'Eustache Granarius sous le nom d'Agrain avec l'attribution à Granarius des armoiries de la famille d'Agrain. Cette identification n'en est pas moins dépourvue de toute preuve. On peut voir en effet par les titres de la famille d'Agrain des Hubas que ses membres connus ne remontent pas au-delà du XIVe siècle et que leur nom était Agrenius. Nous pouvons ajouter d'après les papiers du dernier comte d'Agrain que ni celui-ci ni personne de sa famille ne soupçonnait avant 1805 l'illustre origine dont Soulavie le gratifia puisque c'est le 10 février de cette année que Charles d'Agrain dans une lettre à son père qui habitait Langogne, Lozère, raconte la grande découverte qu'il vient de faire dans les chroniqueurs des Croisades de la personne et des hauts faits d'Eustache d'Agrain ».

- Les abbés Jarrot et Pontvianne auteurs de La seigneurie d'Agrain en Velay (1901) « Aucun lien historiquement constaté n'existe entre la famille d'Agrain des Hubas et le croisé Eustache d'Agrain en 1123 ».

## Filiation
- Eustache Ier († en 1123), comte de Sidon et seigneur de Césarée, époux d'Émelote de Chocques
  - Géraud († avant 1171), comte de Sidon, époux d'Agnès de Bures
    - Renaud († entre 1200 et 1204), seigneur de Sidon, époux d'Agnès de Courtenay puis d'Helvis d'Ibelin (d'où 3 enfants)
      - Balian († en 1239 ou 1240), seigneur de Sidon, époux d'Ide de Reynel
        - Gilles
        - Julien († en -1275), seigneur de Sidon, époux d'Euphémie d'Arménie
          - Balian II († en 1277), époux de Marie Embriaco
            - Fémie, épouse de Hethum V de Lampron, seigneur de Simangla
            - Isabelle, épouse de Maurice de Bouillon

          - Jean († avant 1289)
          - Marguerite, épouse de Guy II

      - Agnès, épouse de Raoul de Saint-Omer, prince de Galilée et de Tibériade
      - Fémie, épouse d'Eudes de Saint-Omer, connétable du comté de Tripoli

  - Gautier († en 1154), seigneur de Césarée, époux de Julienne
    - Eustache, moine à Saint Lazare
    - Hugues († entre 1168 et 1174), seigneur de Césarée, époux d'Isabelle Gothman († en 1177 ou 1178)
      - Guy († entre 1176 et 1182), seigneur de Césarée
      - Gautier II († entre 1189 et 1191), seigneur de Césarée
      - Julienne († entre 1213 et 1216), dame de Césarée, épouse de Guy Brisebarre puis d'Aymar de Lairon

  - Eustache II, Seigneur de Sidon (-1131)
  - Agnès, épouse d'Henri de Milly, dit le Buffle

## Armoiries
D'azur au chef d'or.